# Aleixo das Neves Dias
Aleixo das Neves Dias (ur. 5 sierpnia 1944 w Calangute) – indyjski duchowny rzymskokatolicki, w latach 1985-2019 biskup Port Blair.